# Хилл, Роберт Стивен
Роберт Стивен Хилл (англ. Robert Stephen Hill; род. 6 ноября 1953, Себу, Филиппины) — американский клавесинист и музыкальный педагог.
Окончил Амстердамскую консерваторию (1974), ученик Густава Леонхардта. Изучал также музыковедение, в 1987 г. защитил диссертацию в Гарвардском университете. В 1986—1990 гг. преподавал в Университете Дьюка. С 1990 г. профессор исторического исполнительства во Фрайбургской Высшей школе музыки (среди его учеников, в частности, Йорг Халубек).
Играл в ансамбле Рейнхарда Гёбеля. Записал ряд органных произведений Иоганна Себастьяна Баха, в том числе «Искусство фуги» 1998.